# Эстебан, Марко
Марко Эстебан Фернандес (исп. Marco Esteban Fernández; род. 1 марта 2006 года в Овьедо, Испания) — испанский футболист, защитник клуба «Реал Овьедо».

## Карьера
Марко начинал карьеру в детской команде любительского клуба «Астур». В 8-летнем возрасте он вошёл в систему «Реал Овьедо». 4 февраля 2023 года защитник дебютировал во взрослом футболе в составе резервной команды астурийцев «Реал Овьедо Ветуста», выйдя на замену в матче Сегунда Федерасьон против «Бургос Промесас». 15 октября того же года Марко забил первый гол в карьере, поразив ворота «Корухо».
13 января 2024 года Марко впервые сыграл за «Реал Овьедо», заменив Маску в перерыве игры Сегунды с «Аморебьетой». Следующий матч за этот клуб он провёл 15 августа 2025 года, когда «Реал Овьедо» играл в Примере: защитник вышел на замену в перерыве встречи с «Вильярреалом» вместо Хайссема Хассана.

## Достижения
«Реал Овьедо Ветуста»
- Победитель Терсера Федерасьон (1): 2024/25 (группа II)